# NGC 7447
NGC 7447 est une entrée du New General Catalogue qui concerne un corps céleste perdu ou inexistant dans la constellation du Verseau. Cet objet a été enregistré par l'astronome irlandais Edward Joshua Cooper le 8 octobre 1855.